# Sly Dunbar
Lowell "Sly" Fillmore Dunbar (Kingston, Jamajka, 10. svibnja 1952.) je jamajčanski reggae glazbenik. Svira bubnjeve.

## Karijera
Nadimak je dobio po svojoj strasti za glazbenim sastavom Sly & the Family Stone. Karijera mu je počela još dok je bio adolescent, s 15 godina. U to je vrijeme svirao s mjesnim sastavom The Yardbrooms. Njegov snimljeni prvi nastup je iz 1969. Pojavio se na albumu Double Barrel dvojca Dave and Ansell Collins. Nakon toga je nastavio raditi s Ansellom Collinsom u sastavu Skin, Flesh and Bones.
Godine 1972. je nastalo njegovo cjeloživotno prijateljstvo s Robbiejem Shakespearom. Te je godine Shakespeare svirao bas-gitaru za The Hippy Boyse. Kad su Shakespearea pitali neka im preporuči bubnjara za studijsko snimanje glazbenom producentu Bunnyju Leeju za njegov sastav The Aggrovators, sjetio se Dunbara. Nakon snimanja, Dunbar i Shakespeare su se složili nastaviti raditi zajedno. Prvi put su zajedno djelovali s Peterom Toshem na njegovom albumu Legalize It iz 1976. godine. Dvojac je nastavio raditi s Toshevim sastavom do 1979., pri čemu su snimili četiri albuma Equal Rights, Bush Doctor, Mystic Man i Wanted Dread and Alive, a osim toga, sudjelovali su pri produciranju Toshevog hit dueta s Mickom Jaggerom, "(Keep On Walking) Don't Look Back" iz 1978. godine.
Producentski par kojeg su činili Sly Dunbar i Robbie Shakespeare, Sly and Robbie se smatra jednim od prvih svjetskih ritam sekcija po svom radu u žanru reggaea. Godine 2001. Dunbar se sjetio pjesme The Mighty Diamondsa Right Time, opisavši ju poprilično teškom, prisjećajući se skepticizma i imitacije: "Kad je skladba prvi put izašla, čuo se jedan dvostruki dodir prstena. Nitko nije vjerovao da sam to ja na bubnjevima, mislili su d je to neka vrsta zvučnog efekta kojim smo se služili. Kad je to postalo broj 1 i ostalo na tom mjestu, svatko je pokušao to isto napraviti i uskoro se to etabliralo."
Prema The Independentu, cijeli je album Right Time bio revolucionarnim, album kojim su se "majstori groovea i propulzije" Dunbar i Shakespeare, uz "Slyjev radikalno bubnjanje koje se je poklapalo s pjevačevim uskrsavajućim stihovima udar za udar."
Dunbar i Shakespeare su 1980. osnovali svoju diskografsku etiketu Taxi Records. Pod tom etiketom su izašli brojni uspješni međunarodnic glazbenici, među kojima su Black Uhuru, Chaka Demus and Pliers, Ini Kamoze, Beenie Man i Red Dragon.
Svirao je sa sastavom The Aggrovators za Bunnyja Leeja; s The Upsettersima za Leeja Perryja, s The Revolutionariesima za Josepha Hooa Kima i snimao je za Barryja O'Harea 1990-ih.
Dunbar i Shakespeare su skupa svirali na albumima Boba Dylana Infidels i Empire Burlesque, a kod potonjeg su se služili snimkama sa sesija za album Infidels. Druge glazbene sesije su im bile na trima albumima Grace Jones te suradnja s Herbiejem Hancockom i The Rolling Stonesima.
Godine 2008. je Dunbar surađivao s Larryjem McDonaldom, jamajčkim perkusionistom na njegovom dugo očekivanom prvom albumu.Drumquestra za izvršnog producenta Malika Al Nasira i njegovu diskografsku etiketu MCPR Music iz Dubaija. Na albumu su svirali Toots Hibbert, Bongo Herman, Steel Pulse, glazbeni producent Sidney Mills Sticky Thompson iz The Wailersa i Dollarman iz Easy Star All-Starsa. Sly Dunbar je svirao u bubnjarskom orkestru kojeg su kreirali Malik Al Nasir i Larry McDonald. McDonald je taj orkestar nazvao "Drumquestrom". Album se snimalo uživo u studiju Harryja Ja u Kingstonu na Jamajci. Miksan je u studiju Wyclefa JeanaPlatinum Sound u New Yorku, a mikser je bioSerge Tsai.

## Vanjske poveznice
- Fotografije Slyja Dunbara
- Drummerworld Životopis